# GridBeyond
GridBeyond (グリッドビヨンド) は、アイルランドのダブリンに本社を置き、エネルギー最適化サービスや分散型エネルギーリソースの管理など、エネル ギーの柔軟性を有する資源や設備のマネージメントを行う、グローバルエネ ルギーソリューションカンパニー。
ネットゼロ社会構築のため、人工知能(AI)やデータサイエンスを駆使し、産業・商業拠点を中心に電力市場への参入や、脱炭素化経営、新たな収益源の開拓、運営管理の向上など、 さまざまなエネルギーサービスを提供している。

## 沿革
GridBeyondは、2007年にMichael Phelan(マイケル・フェラン)とPadraig Curran(パドレイグ・カラン)によってEndeco Technologies（エンデコ・テクノロジーズ）として設立された。
GridBeyondは2010年に商業取引を開始し、ダブリン・ビジネス・イノベーション・センターが管理するAIBシードキャピタルファンドから80万ユーロの投資を確保。2011年には、デマンドレスポンスサービスのための統合エネルギー管理システムを開発した。
2012年、同社は事業をイギリスに拡大。
2014年、分散型および柔軟なエネルギー資源を管理するためのAIで強化された技術プラットフォーム「ポイントプラットフォーム」を発表。
2016年、アイルランドの電力公社ESBが主導するシリーズAの資金調達ラウンドで330万ユーロを確保。GridBeyondのポイントプラットフォームは、欧州委員会から優秀認定を受けた。
2018年、エレクトリシティ・ノース・ウェスト（ENW）との提携を結び、2019年にはヘイブン・パワーとの提携を結んだ。
2020年、テキサス州ヒューストンにオフィスを開設し、米国市場に参入。
2020年、ポルトガルの電力公社EDPを筆頭投資家とし、シリーズBで1,050万ユーロを調達。EDPの他には、ESB、Act Venture Capital(アクト・ベンチャー・キャピタル)、Total Group(トータルグループ)のベンチャーキャピタル部門であるTotal Carbon Neutrality Ventures(トータル・カーボン・ニュートラリティ・ベンチャーズ)が投資を行った。
2021年、同社は事業を日本に拡大。同年、アイルランド、イギリス、日本、および米国の４カ国で事業を展開し、2500万ユーロの収益を記録。また、千代田化工建設との間でパートナーシップ (覚書: MoU) を締結した。
2022年、オーストラリア市場に参入。
2022年にClaret Capital(クラレット・キャピタル)から600万ユーロの借入金融資を確保し、拡大を支援。また、Energy Transition Europe Fund(エナジー・トランジション・ヨーロッパ・ファンド)と提携し、イギリスとアイルランド全域にわたる需要家側の蓄電池プロジェクトのパイプライン開発に着手。
2023年、米国市場での地位を強化するため、ナスダック上場企業Veritone(ベリトーン)社のエネルギー事業を買収。

## 事業
GridBeyondはエネルギー最適化サービスや、デマンドレスポンスを用いた分散型エネルギーリソースの管理など、エネルギーの柔軟性を有する資源や設備のマネージメントを行う、グローバルエネルギーソリューションカンパニー。人工知能(AI)とデータサイエンスを駆使して独自開発された「インテリジェントエネルギーオプティマイザー」という技術を使用し、産業・商業拠点の設備や蓄電池と同期/接続させることで、分散型エネルギーリソースと電力網(グリッド)との間の統合管理を行なっている。このクラウドベースのプラットフォームにより、商業および商業企業、電気自動車フリート事業者、発電事業者、エネルギー貯蔵事業者はコスト削減や新たな収益源の開拓、ネットゼロへの移行を支援することができる。現在、世界中の900を超える施設でエネルギー設備を管理している。
また、アイルランド、イギリス、アメリカ合衆国、カナダ、日本、オーストラリアの６カ国で事業展開しており、ダブリン（アイルランド）、コーク（アイルランド）、ロンドン(イギリス)、シドニー(アメリカ合衆国)、トロント(アメリカ合衆国)、ヒューストン(アメリカ合衆国)、横浜(日本)の8都市にオフィスを構えている。
Michael Phelan(マイケル・フェラン)はGridBeyondの最高経営責任者（CEO）および会長である。